# The Signet Ring
The Signet Ring è un cortometraggio muto del 1917 scritto e diretto da George Bronson Howard, sesto dei nove episodi del serial Perils of the Secret Service.

## Produzione
Il film fu prodotto dall'Independent Moving Pictures Co. of America (IMP)

## Distribuzione
Distribuito dall'Universal Film Manufacturing Company, il film - un cortometraggio in due bobine - uscì nelle sale cinematografiche statunitensi il 13 aprile 1917.